# Festival de Ravenne
 (mars 2023).
La mise en forme du texte ne suit pas les recommandations de Wikipédia : il faut le « wikifier ».
Les points d'amélioration suivants sont les cas les plus fréquents. Le détail des points à revoir est peut-être précisé sur la page de discussion.
- Les titres sont pré-formatés par le logiciel. Ils ne sont ni en capitales, ni en gras.
- Le texte ne doit pas être écrit en capitales (les noms de famille non plus), ni en gras, ni en italique, ni en « petit »…
- Le gras n'est utilisé que pour surligner le titre de l'article dans l'introduction, une seule fois.
- L'italique est rarement utilisé : mots en langue étrangère, titres d'œuvres, noms de bateaux, etc.
- Les citations ne sont pas en italique mais en corps de texte normal. Elles sont entourées par des guillemets français : « et ».
- Les listes à puces sont à éviter, des paragraphes rédigés étant largement préférés. Les tableaux sont à réserver à la présentation de données structurées (résultats, etc.).
- Les appels de note de bas de page (petits chiffres en exposant, introduits par l'outil «  Source ») sont à placer entre la fin de phrase et le point final[comme ça].
- Les liens internes (vers d'autres articles de Wikipédia) sont à choisir avec parcimonie. Créez des liens vers des articles approfondissant le sujet. Les termes génériques sans rapport avec le sujet sont à éviter, ainsi que les répétitions de liens vers un même terme.
- Les liens externes sont à placer uniquement dans une section « Liens externes », à la fin de l'article. Ces liens sont à choisir avec parcimonie suivant les règles définies. Si un lien sert de source à l'article, son insertion dans le texte est à faire par les notes de bas de page.
- La présentation des références doit suivre les conventions bibliographiques. Il est recommandé d'utiliser les modèles {{Ouvrage}}, {{Chapitre}}, {{Article}}, {{Lien web}} et/ou {{Bibliographie}}. Le mode d'édition visuel peut mettre en forme automatiquement les références.
- Insérer une infobox (cadre d'informations à droite) n'est pas obligatoire pour parachever la mise en page.

Pour une aide détaillée, merci de consulter Aide:Wikification.
Si vous pensez que ces points ont été résolus, vous pouvez retirer ce bandeau et améliorer la mise en forme d'un autre article.
Le Festival de Ravenne (en italien/anglais : Ravenna Festival) est un festival d'été d'opéra et de musique classique, mais aussi d'autres formes de culture comme la danse, le cinéma, etc., qui, depuis 1990, a lieu dans la ville de Ravenne et dans les environs, même en dehors de la province. Organisé par la Ravenna Manifestazioni Foundation, il se déroule traditionnellement entre juin et juillet, mais depuis 2012, il s'est élargi avec l'introduction de la Trilogie d'automne, une courte période de programmation consacrée principalement à l'opéra.
Le calendrier estival du Festival est multidisciplinaire et au fil des ans inclut musique symphonique, musique de chambre, opéra, musique sacrée, théâtre, ballet, danse moderne et contemporaine, comédies musicales, musique ethnique, électronique, jazz, pop et rock. Chaque édition se distingue par un titre et un ou plusieurs thèmes principaux qui sont développés à travers une partie de la programmation.
L'une des caractéristiques de l'événement est le choix des lieux, étendu - outre le théâtre principal de la ville, le Teatro Dante Alighieri et le Palazzo Mauro De André - au patrimoine architectural de la ville, à commencer par certains des monuments faisant partie de le site du patrimoine Site du patrimoine mondial de l'UNESCO " Monuments paléochrétiens de Ravenne ", y compris les basiliques byzantines de San Vitale, Sant'Apollinare Nuovo et Sant'Apollinare in Classe.
Depuis 1997, la programmation estivale du Festival de Ravenne comprend Le vie dell'Amicizia, un projet consacré au dialogue entre les peuples et les cultures à travers la musique.
Depuis 2004, l'événement héberge l'Orchestre des jeunes Luigi Cherubini comme orchestre résident et, à partir de 2019, il possède son propre chœur pour les productions d'opéra.

## Histoire

### Premières éditions (1990-1995)

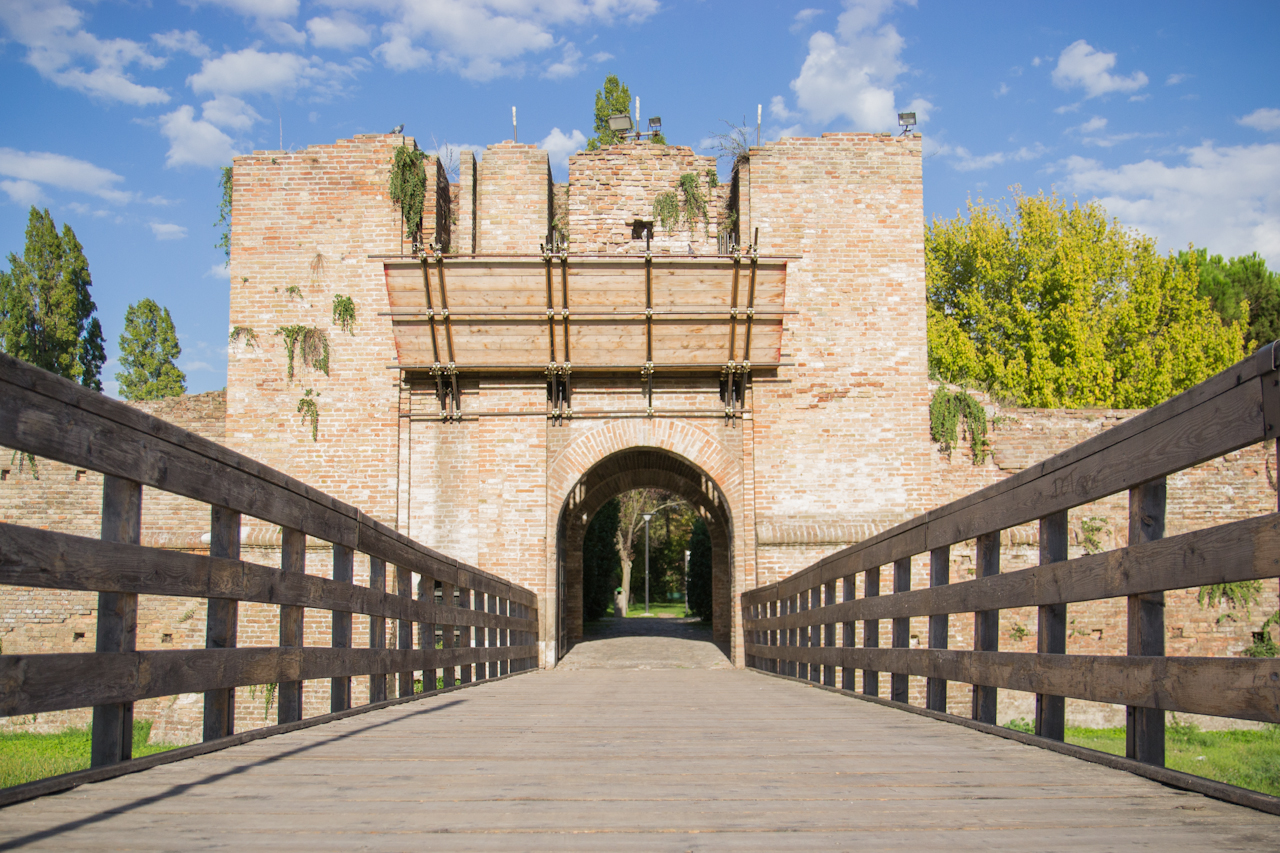
La Rocca Brancaleone, première salle de spectacle du Festival

Le festival est fondé en 1990 par Maria Cristina Mazzavillani, épouse du chef d'orchestre Riccardo Muti, invité régulier de l'événement.
De 1990 à 1995, le Festival s'est appuyé sur le conseil artistique du compositeur et musicologue Roman Vlad, qui occupe de hautes fonctions dans les institutions musicales italiennes et deviendra plus tard directeur artistique du Teatro alla Scala. L'édition inaugurale est consacrée à Antonio Salieri et à l'École de Vienne et s'est ouverte le 1er juillet par un concert de l'Orchestre Philharmonique de la Scala et du Chœur de la Radio Suédoise dirigés par Riccardo Muti dans un programme entièrement Mozart, à la Rocca Brancaleone. Cette forteresse, construite au XVe siècle par les Vénitiens, représente le principal lieu de divertissement en 1990, à côté du théâtre Alighieri, du cloître franciscain et de certaines basiliques de la ville.

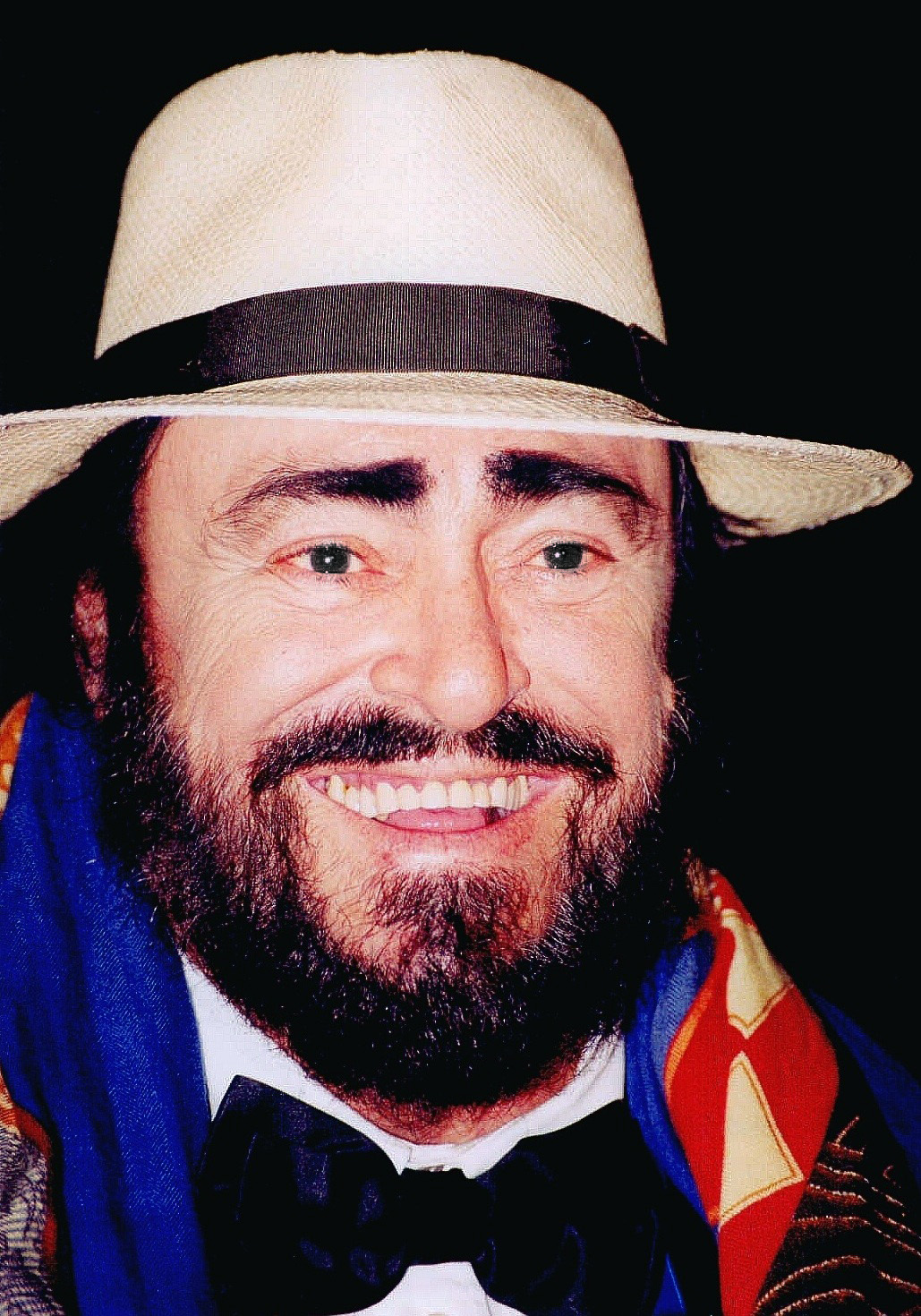
Luciano Pavarotti, protagoniste d'un concert historique au Port de Ravenne

Les années qui suivent continuent à être caractérisées par des thèmes nettement musicologiques, avec l'attention portée à des compositeurs tels que Luigi Cherubini, Gioachino Rossini, Vincenzo Bellini et Richard Wagner,, principalement à travers des concerts symphoniques, chambre et travaux. Outre Muti, des chefs tels que Pierre Boulez, Carlo Maria Giulini, Lorin Maazel, Claudio Abbado, Georges Prêtre, Gianandrea Gavazzeni, Luciano Berio, Georg Solti, Seiji Ozawa, Giuseppe Sinopoli, Zubin Mehta se sont succédé sur le podium. Les invités récurrents sont le Wiener Philharmoniker, l'Orchestre du Théâtre Mariinsky, l'Orchestre et Chœur Maggio Musicale Fiorentino, l'Accademia Bizantina, l'Orchestre Symphonique National de la RAI. Luciano Pavarotti est le protagoniste, en 1993, d'un concert au Port de Ravenne.
Les pianistes Michèle Campanella, Aldo Ciccolini, Maurizio Pollini, Pierre-Laurent Aimard, Martha Argerich se sont également produits. La direction des opéras est confiée, entre autres, à Luca Ronconi et Pier Luigi Pizzi (ce dernier signe le premier opéra sur scène, Les Danaïdes de Salieri). La danse est plutôt représentée principalement par des ballets produits ou coproduits pour le Festival et confiés au chorégraphe belge Micha van Hoecke.
L'hommage de l'événement à l'identité "dantesque" de Ravenne, où Dante Alighieri est arrivé en exil en 1318 et passe ses dernières années, est représenté par les Lectures de Dante qui impliquaient des acteurs tels que Paolo Poli, Enrico Maria Salerno, Gigi Proietti, Valentina Cortese, Sylvano Bussotti et les poètes Tonino Guerra et Attilio Bertolucci. Au cours du triennat 1993-1995, le Festival coproduit un triptyque consacré à la Divine Comédie, mis en scène par Federico Tiezzi : Le Paradis de Dante en 1993, avec une dramaturgie de Giovanni Giudici et une musique de Salvatore Sciarrino, suivi en 1994 du Purgatoire de Dante, avec une dramaturgie de Mario Luzi et une musique de Luigi Nono, et en 1995 L'Enfer de Dante, avec une dramaturgie d'Edoardo Sanguineti et une musique de Giacomo Manzoni. Le projet confirme l'attention du Festival à la musique contemporaine, également à travers des créations et des commandes (la première est, en 1991, à Franco Donatoni ; la pièce est interprétée par l'Ensemble intercontemporain dirigé par Boulez).

### Années 1996-2003

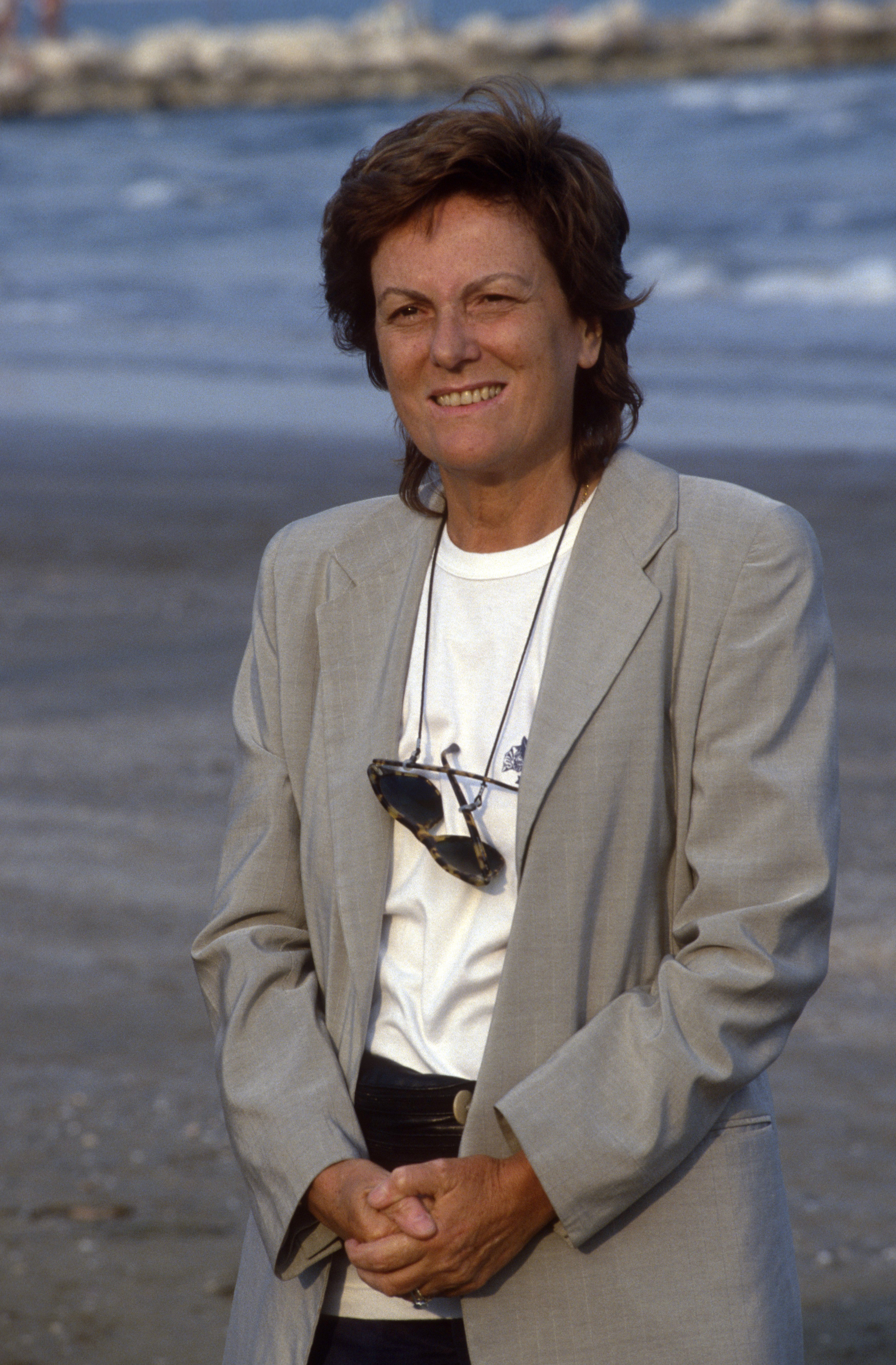
Liliana Cavani, réalisatrice pour Cavalleria rusticana en 1996 et Pagliacci en 1998

Avec le titre choisi pour l'édition 1995, « La Ravenne méditerranéenne entre Orient et Occident »  et proposé à nouveau en 1996 , une nouvelle phase de programmation s'est ouverte. L'attention à l'histoire et au patrimoine de la ville, implicite dans les premières éditions, est devenue évidente dans le choix des thèmes visant à faire réfléchir sur l'identité de Ravenne en tant que carrefour des cultures. La réflexion sur le rapport à l'Orient conduit à un intérêt croissant pour les thématiques liées au voyage, tant dans la dimension religieuse du pèlerinage ,, que dans la dimension commerciale de la route de l'ambre et de la route de la soie  et dans celui littéraire et poétique des conteurs, troubadours et dramaturges . Une exception fut l'édition 2002, consacrée à « New York : 11 septembre » , à la suite des attentats terroristes qui frappent les États-Unis l'année précédente.
Ces thèmes se sont traduits par une plus grande présence dans les programmes de genres n'appartenant pas au canon classique. Si lors des premières éditions des artistes tels que Franco Battiato, Ute Lemper et Pat Metheny assistent, entre la fin des années 1990 et le début des années 2000 la tendance s'est consolidée avec des invités tels que Keith Jarrett, Lou Reed, Bob Dylan, Enrico Rava, Bobby McFerrin, Goran Bregović, Marianne Faithfull. Aux côtés du jazz et du rock, ces éditions offraient l'occasion d'événements consacrés aux musiques populaires et aux traditions musicales même hors d'Europe. C'est le cas, par exemple, des revues Luce d'Oriente (1999), un voyage musical entre Byzance et Jérusalem, Le vie dei gitani (2000), consacrée aux musiques et danses des peuples roms, et Une 'idée du Nord (2001), un voyage « du détroit de Béring à la mer Baltique » avec des artistes finlandais, norvégiens et canadiens, mais aussi de la grande section « russe » de l'édition 2003 , à l'occasion du 300e anniversaire de la naissance de Saint-Pétersbourg. La compagnie Helikon Opera contribue à ce dernier, avec un opéra encore jamais joué en dehors de la Russie : Kashey l'Immortel de Nikolai Rimsky-Korsakov.
En 1995, le centenaire de la naissance du cinéma est l'occasion d'inscrire également cette langue au programme, avec la projection, au cinéma historique Mariani, de trois films muets (Le Cabinet du docteur Caligari, La Passion de Jeanne d'Arc, Lulu). La relation entre le cinéma et la musique est devenue un thème récurrent du Festival, qui accompagnait souvent les projections de la représentation en direct des bandes sonores (originales ou créées pour l'occasion) et, depuis 1999, recueille ces rendez-vous dans la section Musique et Cinéma. C'est plutôt le Jubilé de l'an 2000 qui suscite la création de la revue In templo Domini. Musique sacrée et liturgies dans les basiliques, qui se renouvelle chaque année depuis, proposant l'accompagnement musical des liturgies dans les églises de la ville.
La section danse connaît également un nouvel élan, à commencer par la présence de Maurice Béjart en 1997 avec son Béjart Ballet Lausanne et la Messe pour le temps présent. Dans les années qui suivent, le Festival accueille des stars comme Alessandra Ferri et Sylvie Guillem et des ensembles historiques comme le corps de ballet du Teatro alla Scala et celui du théâtre Mariinsky, mais aussi les chorégraphes contemporains Bill T. Jones et Emio Greco.
Carlos Kleiber, Chung Myung-whun, Valerij Gergiev, Jeffrey Tate, James Levine, Dennis Russel Davies, Kent Nagano dirigent pour la première fois au Festival ces années-là. Mstislav Rostropovich, Mischa Maisky, Alexander Toradze, Giovanni Sollima sont également invités. Parmi les artistes spécialisés en musique ancienne, le Hilliard Ensemble se démarque.
L'augmentation du nombre d'événements et l'élargissement des horizons peuvent également être attribués à la contribution de Franco Masotti et Angelo Nicastro, qui commencent à soutenir Maria Cristina Mazzavillani Muti, ancienne présidente du Festival, dans les choix de planification. Cristina Muti, dans les années suivantes, se consacrera avec un engagement croissant à la réalisation, à partir de ses débuts en 2001 avec I Capuleti ei Montecchi de Vincenzo Bellini. Cette production du Festival de Ravenne s'est démarquée par son utilisation inédite des technologies multimédias et notamment des projections vidéo.
Liliana Cavani est dirigée par Cavalleria rusticana en 1996 et Pagliacci en 1998 ; Riccardo Muti est monté sur le podium pour les deux productions, tandis que les décors et les costumes sont conçus respectivement par Dante Ferretti et Gabriella Pescucci. Pagliacci est l'occasion d'accueillir pour la première fois Placido Domingo au Festival. Dans le cadre du théâtre en prose, pour la dédicace à William Shakespeare qui caractérise le programme en 2001 ,, Eimuntas Nekrosius signe Othello tandis que la compagnie catalane La Fura dels Baus met en scène ØBS, une réinterprétation de Macbeth.

#### Naissance deLe vie dell'Amiciziaen 1997
La huitième édition du Festival voit la mise en place d'un projet  qui, proposé annuellement, est devenu l'un des rendez-vous caractéristiques du Festival. De Sarajevo, ville déchirée par le conflit en Bosnie-Herzégovine et assiégée de 1992 à 1996, est venu un appel à la Direction du Festival pour construire ce qui serait décrit comme un "pont de l'amitié à travers l'Adriatique" ,. Le 14 juillet 1997, Riccardo Muti et l'Orchestre et le Chœur de La Scala atteignirent Sarajevo, grâce au pont aérien de l'armée de l'air italienne, pour interpréter le Chant des esprits sur les eaux de Schubert, le Shicksalslied de Brahms et l'Eroica de Beethoven au centre de Skenderija. Le concert est une répétition du même événement proposé à Ravenne la veille. Les artistes italiens sont rejoints par des membres de l'Orchestre philharmonique de Sarajevo.
La même formule de deux concerts, l'un à Ravenne et l'autre dans des lieux symboliques de l'histoire ancienne et contemporaine, tous deux dirigés par Riccardo Muti avec la participation d'ensembles et de musiciens italiens originaires des villes visitées par le voyageur, s'est consolidée au fil des années. Parmi les destinations visitées également Beyrouth, Jérusalem, Moscou, Erevan et Istanbul, New York, Le Caire, Damas, Nairobi, le Mémorial militaire de Redipuglia à l'occasion du centenaire de la Première Guerre mondiale, Téhéran, Kiev.

### 2004-2010

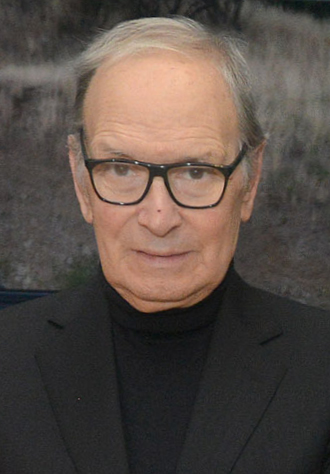
Ennio Morricone

Les éditions des années 2000 développent certaines des trajectoires déjà entreprises les années précédentes, mais 2004 représente un moment décisif dans l'histoire de l'événement en tant que sujet productif, avec la fondation de l'Orchestre des jeunes Luigi Cherubini ,. Créé par Riccardo Muti comme instrument de conjonction entre le monde académique et l'activité professionnelle, l'Orchestre est basé à Plaisance et Ravenne. Équipé pour la première fois d'un orchestre résident, le Festival de Ravenne commence à utiliser Cherubini dans ses propres productions  et dans des projets tels que Le vie dell'Amicizia ou La scuola napoletana.
Les thématiques de ces années, tout en restant fortement enclines à explorer la vocation "orientale" de Ravenne la déclinant également dans le thème du "désert" (entendu à la fois comme lieu physique et symbolique) , exploraient divers aspects de la spiritualité : la dimension de la prière et du rituel , l'opposition entre la lumière et les ténèbres , la figure de saint Paul , l'Apocalypse . L'édition de 2006 fait exception, avec une dédicace à Mozart , et celle de 2008, centrée sur les figures féminines de la musique et des arts avec le titre « Erranti, erotica, heretiche » .
Les rendez-vous de la musique symphonique voient sur le podium, outre des chefs d'orchestre qui participent aux éditions précédentes, également Jurij Temirkanov, Krzysztof Penderecki, Charles Dutoit, Daniele Gatti, Wayne Marshall, Daniel Barenboim, Kurt Masur. Parmi les solistes figuraient Alfred Brendel, Grigory Sokolov, Lang Lang et Herbie Hancock. Les concerts continuent à être l'expression de différents genres, avec la participation d'artistes tels que Jethro Tull, Massive Attack, The Chieftains, Brian Wilson, Youssou N'dour et, parmi les Italiens, Ennio Morricone, Paolo Conte, Laura Pausini. L'espace est donné à la musique contemporaine avec des critiques telles que l'Omaggio a Giacinto Scelsi (2008), des invités tels que Philip Glass pour la première italienne d'Orion (2004) et le London Sinfonietta dans des concerts qui comprenaient également des vidéos de Bill Viola et Peter Greenaway (2005), commandes comme celle à Adriano Guarnieri pour l'œuvre vidéo Pietra di aspro sur des textes de l'Apocalypse de Giovanni et des poèmes de Paul Celan, mise en scène par Cristina Muti. Le Festival coproduit Tenebrae de Guarnieri avec le Teatro dell'Opera di Roma, une cantate vidéo-scénique inspirée du Caravage et de la Responsoria de Gesualdo da Venosa ; avec des textes de Massimo Cacciari et mis en scène par Cristina Muti, l'œuvre fait ses débuts à Ravenne en 2010 ,. L'exécution du mélologue Lélio ou le Retour à la vie de Berlioz, mis en scène par Muti, offre plutôt l'opportunité d'impliquer Gérard Depardieu comme narrateur.

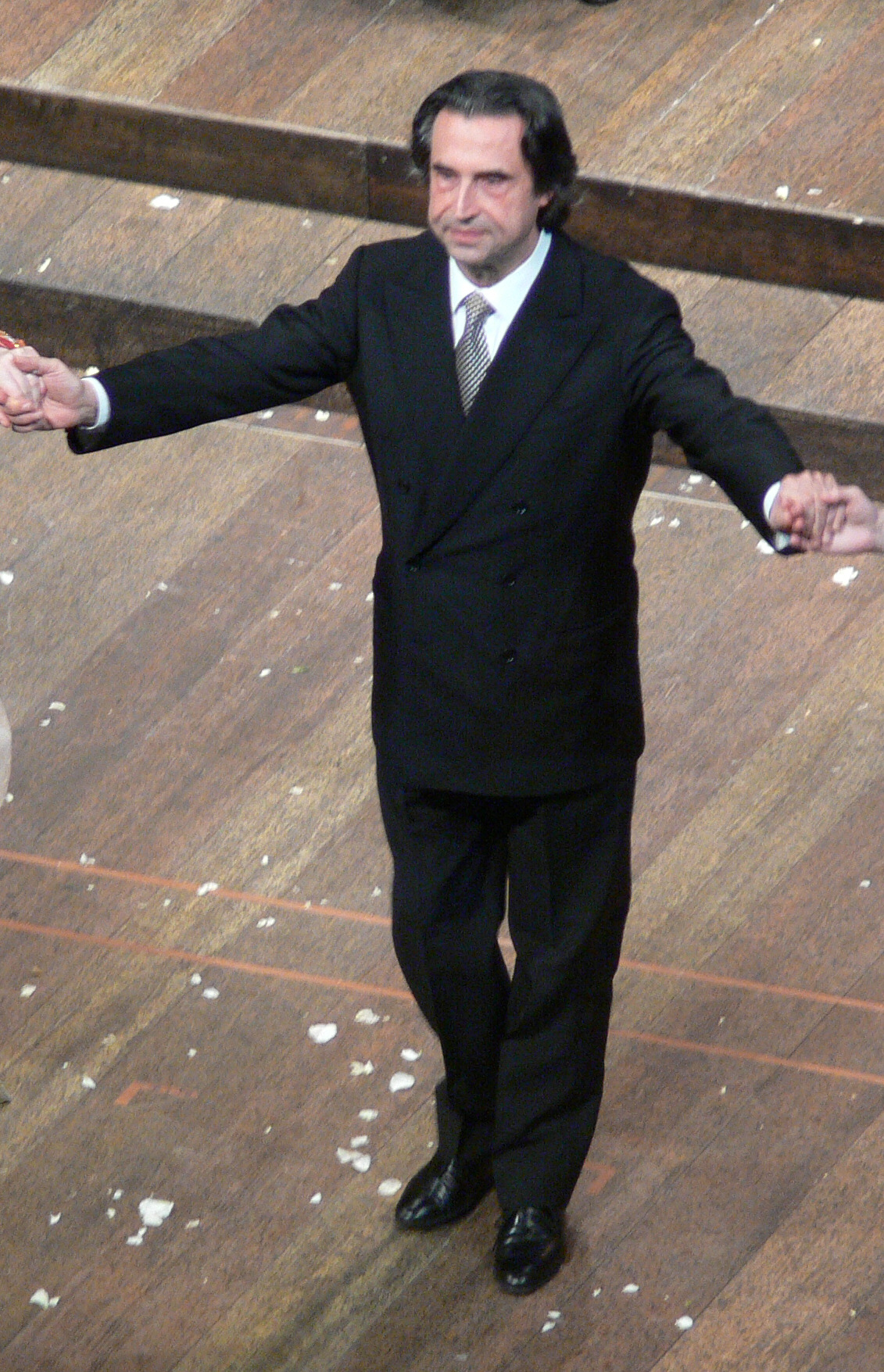
Riccardo Muti

La danse continue d'être largement représentée : la Martha Graham Dance Company, le Hamburg Ballet, la Merce Cunningham Dance Company, le Tokyo Ballet, le Cloud Gate Dance Theatre de Taiwan, la Virgilio Company Sieni et, parmi les interprètes, Roberto Bolle. En 2007, une relation fructueuse commence avec le chorégraphe Matthew Bourne, qui à partir de son Lac des cygnes continue à proposer ses créations en premières italiennes ou en exclusivité à Ravenne, dont Dorian Gray, Cendrillon, La Belle au bois dormant et The Car Man (2015).
La scène théâtrale est partagée entre l'accueil de grandes productions étrangères, par exemple I La Galigo (2004) de Bob Wilson et Ur Hamlet et Don Giovanni all'inferno d'Odin Teatret d'Eugenio Barba (2006), et l'attention portée aux compagnies locales (Théâtre de l'aube, Fannie et Alexandre...), avec des projets tels que Le botteghe del teatro, trois jours de programmation dans des lieux comprenant des lieux non théâtraux et en plein air. Le théâtre musical (apparu pour la première fois dans la programmation en 2002 avec West Side Story) acquiert un nouveau profil, avec la contribution d'Opera North pour les premières représentations en Italie de One Touch of Venus de Kurt Weill et Julietta de Bohuslav Martinů en 2005 , mais aussi avec l'introduction parmi les lieux de divertissement du PalaCredito di Romagna à Forlì, qui à partir de 2008 accueillera Cats, Mamma Mia!, Evita, Le Rocky Horror Show.
Le Palais San Giacomo à Russi, pendant des siècles la résidence de campagne des comtes Rasponi, est ajouté aux scènes de l'événement en 2006 : le Festival commence à aménager la pelouse adjacente au bâtiment, transformée en toile de fond pour des événements de toutes sortes, souvent consacrés aux danses folkloriques, de la pizzica  au tango, des traditions balkaniques aux traditions irlandaises.
La même année , Alle 7 della sera est introduit, une revue qui est restée en programmation jusqu'en 2012. Inaugurés sous le nom de Mozartiadi pour l'édition consacrée au compositeur de Salzbourg et connus depuis l'année suivante également sous le nom de "concerts de 7 heures" (bien qu'ils comprenaient également des moments de théâtre, de lectures, de danse), les événements proposés sont unis par le calendrier de programmation, la gratuité et d'alterner les lieux traditionnels du Festival avec des lieux alternatifs, notamment la Loggia Lombardesca, les jardins de Spire, l'église du monastère des Carmélites, l'amphithéâtre de la Banca Popolare di Ravenna adjacent au jardin Rasponi, ou delle Erbe Dimenticate. Parmi les invités figuraient des musiciens du Cherubini Youth Orchestra dans des ensembles de chambre, des groupes locaux, mais aussi des artistes impliqués dans des productions et des spectacles du calendrier principal.

#### L'école napolitaine (2006-2011)
Le vif intérêt manifesté par Riccardo Muti pour promouvoir activement la redécouverte des compositeurs et des œuvres de l'école napolitaine du XVIIIe siècle, s'est également manifesté dans la présentation en 2006 de Don Pasquale de Gaetano Donizetti comme l'aboutissement d'une double tradition issue de Mozart et les compositeurs napolitains, prend la forme d'une série de productions qui, entre 2007 et 2011, voient le Festival de Ravenne et l'Orchestre des jeunes Luigi Cherubini collaborer avec le Festival de Salzbourg, dans le cadre du Pfingstfestspiele (Festival de Pentecôte). Devenant son directeur artistique, Muti dirige à Salzbourg et Ravenne :
- en 2007 Le retour de Don Calandrino de Domenico Cimarosa
- en 2008 Le mariage inattendu de Giovanni Paisiello
- en 2009 Demofoonte de Niccolò Jommelli
- en 2010 Betulia liberata de Mozart et l'homonyme Betulia liberata de Jommelli
- en 2011 Les Deux Figaros de Saverio Mercadante

### 2011-2019
Alors que l'édition 2012 attire l'attention sur la dimension spirituelle, concentrée en l'occurrence sur le monachisme et les fraternités, en 2011 et 2013 le Festival s'est consacré respectivement à deux aspects de la culture populaire le conte de fées et la danse, cette dernière surtout au sens régional de dancing. En 2014 le centenaire du déclenchement de la Grande Guerre est devenu le thème principal de la 25e édition, tandis qu'en 2017 un autre centenaire, celui de la révolution d'Octobre, est le point de départ pour explorer sa saison créative avec des événements tels que la première italienne de l'opéra futuriste Vittoria sul sole de Michail Matjušin, reconstruit par le Stas Namin Theater de Moscou. Figures incontournables du XXe siècle dans la lutte contre l'apartheid et le mouvement des droits civiques, Nelson Mandela et Martin Luther King sont évoqués dans les éditions 2016  et 2018 .
À partir de 2015, le 750e anniversaire de la naissance de Dante, l'événement consacre de nouvelles énergies et espaces de programmation au poète, dans un chemin dont l'horizon est l'ouverture des célébrations du septième centenaire de sa mort à Ravenne. Alors que l'édition 2015  a droit à l'Amour qui remue le soleil et les autres étoiles (par., XXXIII, v. 145), celle de 2019 , la 30e pour la Fête, il choisit la citation d'un vers de la rencontre avec Ulysse (Inf., XVI) pour réfléchir sur la relation entre Ravenne et la mer, mais aussi sur les racines classiques de la culture européenne et italienne.

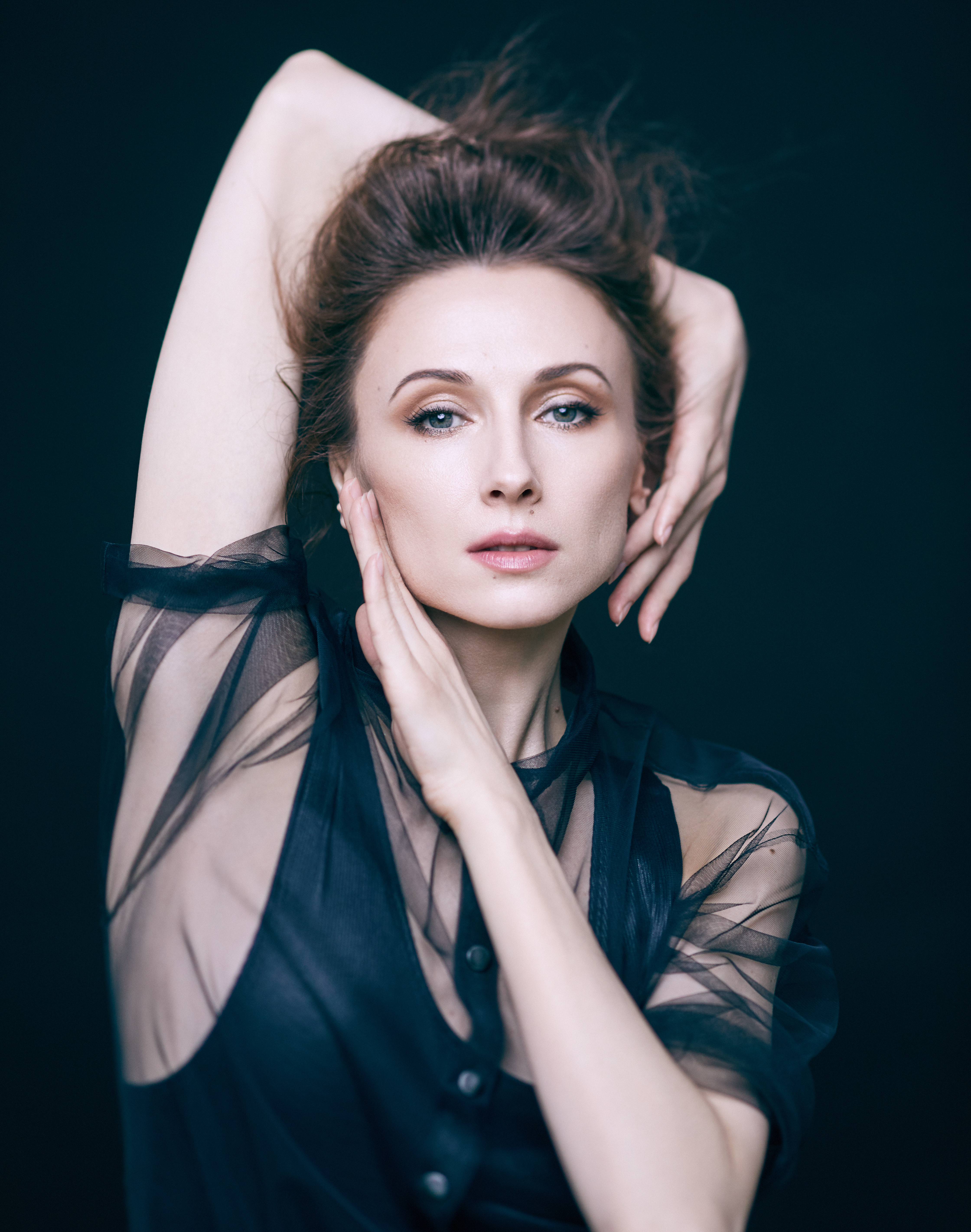
Svetlana Zakharova, plusieurs fois invitée de l'événement

Pour l'édition 2015, le Festival commande une nouvelle œuvre inspirée de la dernière strophe du Paradis à Adriano Guarnieri, en coproduction avec le Festival dei due Mondi, tandis que Nicola Piovani s'est vu confier la composition d'une œuvre inspirée de la Vita nuova . En 2017, la première phase d'un projet de théâtre participatif de trois ans est ouverte, confiée à Marco Martinelli et Ermanna Montanari du Ravenna Teatro / Teatro delle Albe. L'Appel Public pour la Divine Comédie met en scène Inferno (2017)  et Purgatorio (2019) et se conclura en 2021 avec Paradiso. Pour chaque cantique, des centaines de citoyens de Ravenne et des environs sont impliqués, à travers la formule de l'appel public et des réunions-ateliers, impliqués à divers titres dans la production, également en tant qu'acteurs et figurants.
Le lien entre les arts vivants et l'œuvre et la figure de Dante est au centre de Jeunes artistes pour Dante, une exposition née en 2016  pour accueillir des projets de jeunes auteurs de moins de 35 ans dans les domaines de la musique, du théâtre et de la danse, pour événements courts d'environ une demi-heure, programmés à 11 heures du matin dans l'ancien cloître franciscain à côté du tombeau du poète. Toujours en 2016, les Vêpres à San Vitale sont introduites, de courts concerts de musique sacrée offerts dans la Basilique de San Vitale à sept heures du soir . Les deux examens accueillent favorablement les propositions sélectionnées dans le cadre d'appels d'offres internationaux et garantissent l'entrée au public au prix symbolique d'un euro. Les Vêpres s'inscrivaient dans l'engagement constant de l'événement à programmer de la musique sacrée dans les églises de la ville, qui au fil des ans compte sur des ensembles vocaux de la scène internationale tels que The Tallis Scholars, The Sixteen, Graindelavoix, Cantores Minores de la cathédrale d'Helsinki, le chœur de chambre philharmonique d'Estonie.
En 2010, le premier concert de trekking est inclus dans le programme, une formule qui combine des moments de divertissement en direct avec des itinéraires d'excursion à travers le paysage naturel et humain du territoire et des zones voisines. Avec une attention particulière à la redécouverte des espaces, mais aussi des activités, de la gastronomie et des traditions, les concerts de trekking sont organisés en collaboration avec Trail Romagna, une association sportive amateur. Au fil des années, des promenades sont proposées sur les traces d'Anita et de Giuseppe Garibaldi , de Dino Campana ou encore de Mazapegul, l'elfe du folklore romagnol.
Iván Fischer avec son Orchestre du Festival de Budapest, Semyon Bychkov, Emmanuel Krivine, Daniel Harding avec l'Orchestre de chambre Mahler, James Conlon, Leonard Slatkin, Esa Pekka Salonen dirigent pour la première fois au Festival cette décennie ; parmi les solistes sur scène Yo-Yo Ma, Mitsuko Uchida, Anne-Sophie Mutter, Leōnidas Kavakos, Mario Brunello, Denis Matsuev, Emanuele Arciuli, les sœurs Katia et Marielle Labèque en concert avec le Giardino Armonico. A noter également la participation, en 2018, du compositeur ukrainien Valentin Syl'vestrov à qui une section du programme est consacrée.
Entre 2016 et 2019, trois expositions explorent le potentiel respectivement du violoncelle (avec les 100 Violoncelles de Giovanni Sollima et Enrico Melozzi) , de la guitare électrique (en collaboration avec Rockin' 1000)  et de la percussion . En 2017, cependant, une édition spéciale du Darbar Festival à Londres est accueillie , tandis que le projet Black Is Beautiful et l'hommage de 2016 à Mandela servent de point de départ pour accueillir des artistes africains tels que Seun Kuti, Tony Allen, Hugh Masekela, Louis Moholo. La scène alternative, rock, expérimentale, pop est représentée par des doyens tels que David Byrne, Joan Baez, Nick Mason, Stewart Copeland, Steve Vai, Burt Bacharach ; mais aussi par Ólafur Arnalds, Jonny Greenwood, Ben Harper, Tame Impala, Anna Calvi ; par les Italiens Francesco De Gregori, Vinicio Capossela, Giovanni Lindo Ferretti, Baustelle et par l'acteur Neri Marcorè sous l'apparence inhabituelle d'un chanteur. Des acteurs tels qu'Elio Germano et John Malkovich collaborent à des projets musicaux.
La danse continue à représenter une part importante de la programmation, avec des chorégraphes de la nouvelle génération tels que Dada Masilo, Wayne McGregor, Sidi Larbi Cherkaoui, Olivier Dubois, Shen Wei, Ivan Putrov et désormais des signatures historiques telles que Trisha Brown, Twyla Tharp, Alonzo King, Shobana Jeyasingh, Mark Morris. Ils sont accueillis pour la première fois dans la Ravenna Batsheva Dance Company, Momix, Théâtre de danse de Harlem, Ballet Nacional de Cuba. Parmi les stars, cependant, Svetlana Zakharova.
À l'automne 2019, Cristina Muti décide de se retirer des activités de direction artistique et assume le poste de présidente d'honneur .

#### Trilogie d'automne (2012)

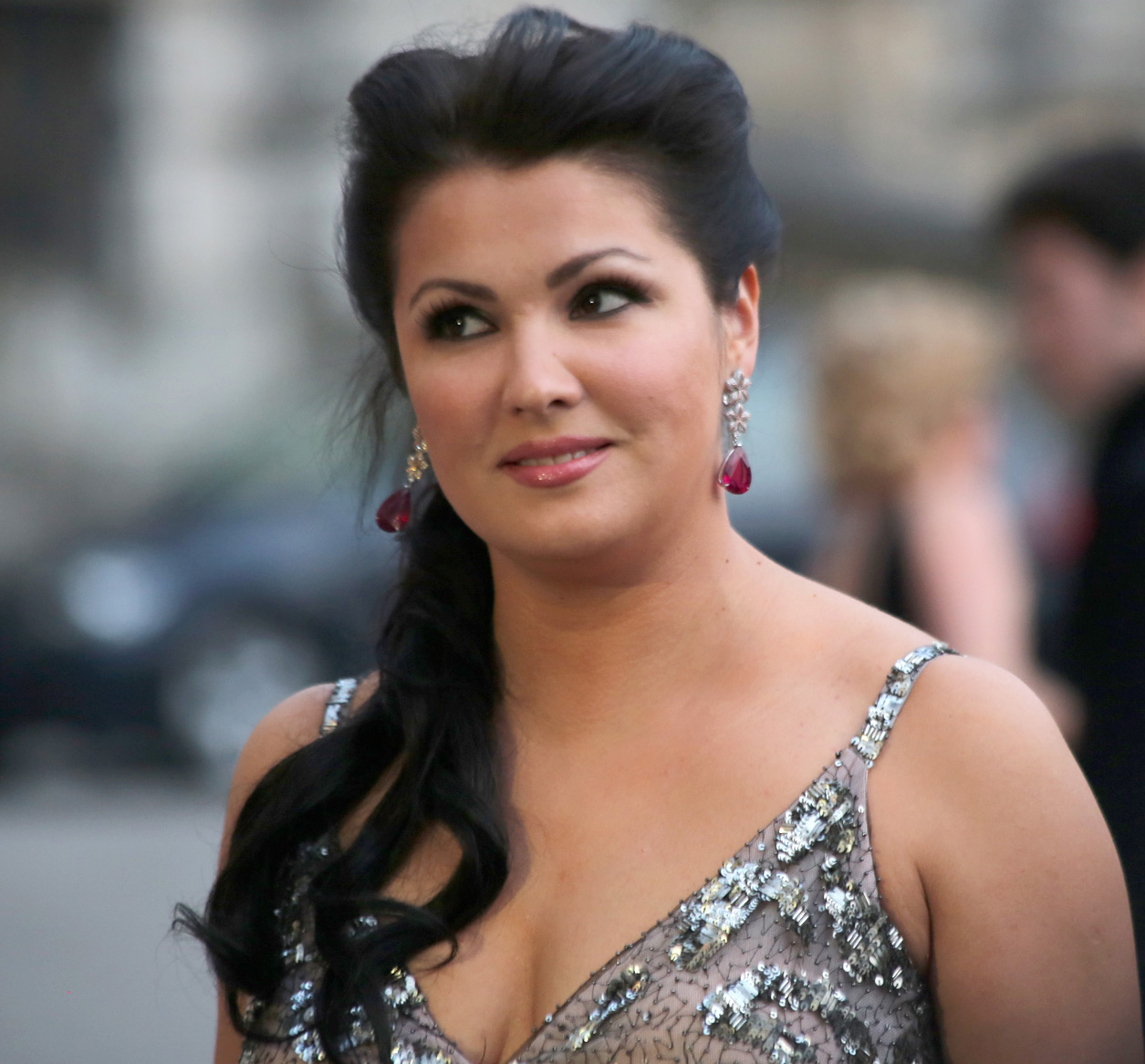
Anna Netrebko, invitée de la trilogie d'automne consacrée à La bohème en 2015

En 2012, la Trilogie d'automne est introduite, un segment de programmation conçu par Cristina Muti, placé dans les mois d'automne (généralement entre octobre et novembre) et caractérisé par l'alternance au Théâtre Alighieri de trois événements différents sur des soirées consécutives. Dans les productions qui voient Cristina Muti diriger des titres d'opéra, la Trilogie est devenue l'occasion d'expérimenter la scénographie, les technologies du son et de l'éclairage, mais aussi d'impliquer la nouvelle génération de chanteurs et de musiciens .
En ce sens, la Trilogie cultive ce qui a été expérimenté dans d'autres projets et productions organisés par le Festival, dont la scène est une expérience formatrice importante pour la carrière de certains artistes : parmi eux, Vittorio Grigolo (Tebaldo in I Capuleti e i Montecchi, 2001), Nicola Alaimo (Count di Luna in Il Trovatore, 2003), Mario Cassi (Doctor Malatesta in Don Pasquale réalisé par Muti, 2006), Eleonora Buratto (Creusa in Demofoonte réalisé par Muti, 2009), Rosa Feola (Inez in I dû Figaro réalisé par Muti, 2011). Dans le cadre de la Trilogie, Carmen est l'occasion en 2019 des débuts en tant que réalisateur d'une œuvre de l'acteur, metteur en scène et baryton Luca Micheletti ; de jeunes chefs d'orchestre comme Hossein Pishkar  et Vladimir Ovodok , anciens élèves de l'Académie italienne d'opéra de Riccardo Muti, participent également à la direction des opéras.
Au fil des années, les titres de Verdi sont principalement mis en scène, également à l'occasion du bicentenaire de la naissance du compositeur en 2013 , tandis qu'en 2015 la Trilogie est consacrée à La Bohème de Puccini, avec la participation de Riccardo Muti et Anna Netrebko , et en 2017 chez Verismo. Les éditions 2014 font exception, lorsque le Ballet Mariinski est accueilli en exclusivité nationale avec trois titres , et 2016 avec des productions d'opérettes des théâtres de Budapest.

### Période de pandémie (2020-2021)
Le 22 mai 2020, alors que les restrictions s'assouplissaient progressivement en Italie pour contenir la première vague de la pandémie de COVID-19, le Festival de Ravenne annonçait une nouvelle édition . Les manifestations et événements dans toute l'Italie sont suspendus depuis le début du confinement national avec le décret du Premier ministre du 9 mars 2020 , mais la direction du Festival rend publique son intention de présenter au ministre Dario Franceschini - en collaboration avec les associations Anfols, Atit et ItaliaFestival - de nouveaux protocoles de sécurité qui pourraient permettre la reprise des activités de divertissement ,. L'annonce de mai a un impact mondial, car le concert inaugural du 21 juin avec Riccardo Muti, l'Orchestre des jeunes Luigi Cherubini et la soprano Rosa Feola est identifié avec le retour à la musique live et à l'activité des festivals en Italie ,. Deux autres annonces du Festival suivent : celle du 5 juin , peu avant la DPCM  qui à partir du 15 juin rouvrirait également les théâtres et lieux de spectacles, contenait le programme complet de l'édition révisée, tandis que celle du 19 juin  il est confirmé que pour la première fois dans l'histoire du Festival tous les événements seraient également diffusés en live streaming gratuit sur un nouveau site ad hoc . L'entrée en vigueur de l'arrêté du Premier ministre du 24 octobre 2020 , qui contenait la nouvelle suspension des manifestations ouvertes au public face à la deuxième vague de la pandémie, entraîne l'annulation de la Trilogie d'automne. Les 22 et 29 novembre, deux concerts de Riccardo Muti avec l'Orchestre des jeunes Luigi Cherubini sont diffusés en continu, filmés au Théâtre Alighieri .
La même formule - accueil du public dans le respect de la législation en vigueur et transmission en streaming - est renouvelée en 2021, lorsque l'édition est consacrée à Dante Alighieri à l'occasion du septième centenaire de la mort du poète .
Si les deux éditions des années de pandémie sont unies par une préférence pour les lieux de divertissement en plein air (principalement la Rocca Brancaleone, mais aussi le Stadio dei Pini de Cervia, qui accueille la nouvelle revue Il Trebbo in musica , et le Pavaglione di Lugo), l'édition 2021 s'est démarquée par le nombre élevé de représentations et par les nouvelles productions et commandes en hommage à Dante  (dont trois nouvelles compositions commandées à Giovanni Sollima, Tigran Mansurian et Valentin Silvestrov). Au cours de ces années, les personnes suivantes sont invitées pour la première fois : Beatrice Rana, Filippo Gorini, Daniil Trifonov, Sergio Castellitto, Isabella Ferrari, Brunori Sas, Arto Lindsay, Tiziana Tosca Donati, Elio. Entre septembre et octobre 2021, la Trilogie est consacrée à Dante avec trois premières nominations : Dante Metànoia, chorégraphie tripartite de et avec Sergueï Polounine , la production Rapsodia Faust de Luca Micheletti sur une musique de Schumann et des textes de Goethe, Paradiso XXXIII de et avec Elio Germano et Teho Teardo.

## Salles de spectacle
A Ravenne : 
- Teatro Dante Alighieri (depuis 1990) et Sala Corelli (ou Ridotto) du théâtre (depuis 1990)
- Rocca Brancaleone (depuis 1990)
- Ancien cloître franciscain, à côté du tombeau de Dante (depuis 1990)
- Basilique Saint-Vital de Ravenne (depuis 1990)
- Basilique Saint-Apollinaire in Classe (depuis 1990)
- Basilique Saint-Apollinaire-le-Neuf (depuis 1990)
- Basilique Saint-François de Ravenne (depuis 1990)
- Cathédrale de Ravenne (depuis 1990)
- Piazza San Francesco (depuis 1991)
- Bibliothèque Classense : Sala Dantesca (depuis 1991) et Cloître (depuis 2004)
- Basilique Sainte-Agathe-Majeure de Ravenne (depuis 1991)
- église San Giovanni Evangelista (depuis 1991)
- Réfectoire du complexe San Vitale, qui fait partie du Musée national (depuis 1991)
- Palais Mauro De André (depuis 1992)
- Loggetta Lombardesca, aujourd'hui Musée d'Art de la Ville de Ravenne (depuis 1992)
- Théâtre Luigi Rasi (depuis 1994)
- Place du Peuple (depuis 1995)
- Basilique Santa Maria in Porto (depuis 1997)
- Artificerie Almagia (depuis 1998)
- Église de Santa Maria Maggiore (depuis 2010)
- Palasport Angelo Costa (depuis 2010)
- Jardins publics (depuis 2013)
- Palais des Congrès (depuis 2014)
- Parc du Mausolée de Théodoric (depuis 2016)
- Station d'accueil Pop Up (depuis 2019)

Dans la Province de Ravenne :
- Théâtre Rossini à Lugo (depuis 1992)
- Théâtre Masini à Faenza (depuis 1994)
- Pavaglione de Lugo (depuis 1994)
- Marina de Ravenne (depuis 1995)
- Cervia (depuis 2000)
- Théâtre Socjale à Piangipane (depuis 2002)
- Palazzo San Giacomo, Russie (depuis 2006)
- Ancien Port de Classe (depuis 2016)
- CLASSIS Ravenna - Musée de la ville et du territoire (depuis 2019)

Dans les autres provinces : 
- PalaCredito di Romagna, Forlì (depuis 2008)
- Comacchio, province de Ferrare (depuis 2015)
- Église de San Giacomo, Forlì (depuis 2016)
- Théâtre Diego Fabbri, Forlì (depuis 2016)
- Porto Garibaldi, province de Ferrare (depuis 2018)